# Галкин, Алексей Александрович
Алексей Александрович Галкин (род. 3 февраля 1977, Кстово, Горьковская область) — российский самбист, чемпион России среди юниоров 1994 года, бронзовый призёр первенства мира среди юниоров 1994 года, чемпион России среди студентов 1996 года, бронзовый призёр чемпионата мира среди студентов 1996 года, серебряный (2001, 2002) и бронзовый (2000) призёр чемпионатов России, бронзовый призёр розыгрыша Кубка мира 1996 года, победитель командных Кубков мира 1998 и 1999 годов, бронзовый призёр чемпионатов Европы 2001 и 2002 годов, чемпион мира 2002 года. Выступал в полулёгкой весовой категории (до 68 кг). Наставниками Галкина были В. Н. Бобков, Николай Баранов и Евгений Васягин.
Родители отдали сына в шахматную школу. Впоследствии отец привёл его в секцию самбо. На чемпионат мира 2002 года в Панаме должен был ехать Николай Ковях, который, однако, накануне соревнований получил серьёзную травму. Заменивший его в сборной Алексей Галкин стал чемпионом мира.

## Выступления на российских соревнованиях
- Кубок России по самбо 1995 года — ;
- Кубок России по самбо 1999 года — ;
- Кубок России по самбо 2000 года — ;
- Чемпионат России по самбо 2000 года — ;
- Чемпионат России по самбо 2001 года — ;
- Чемпионат России по самбо 2002 года — ;
- Кубок России по самбо 2002 года — ;